# Константин (име)
Константин је Хришћанско име латинског порекла. Име је ушло у Хришћански свет, захваљујући славном цару, римском императору Константину, који је дозволио слободу вероисповести Хришћанима широм римског царства. Константин је највећи римски цар, једном му се пре поласка у рат, на самом небу указао Христ, са знаком овим побеђуј. Тај знак који се Константину указао на небу познат је као Константинов крст и Христов монограм. Само име са латинског превода значи "Сталан", "Постојан", "онај који је увек ту, константан", и самим тим има јаку симболику у Хришћанском свету.

## Имендан
Празник цара Константина и његове мајке Царице Јелене, празнује се 3. јуна сваке године по грегоријанском календару.

## Популарност
Име Константин 2017. године налазило се на 29. месту најпопуларнијих имена у Србији, док је 2018. године заузело 37. место.